# Cosmetus turritus
Cosmetus turritus is een hooiwagen uit de familie Cosmetidae.